# Baru (Romania)
Baru è un comune della Romania di 2 926 abitanti, ubicato nel distretto di Hunedoara, nella regione storica della Transilvania.
Il comune è formato dall'unione di 4 villaggi: Baru, Livadia, Petros, Valea Lupului.